# 萊奧尼夫卡 (法斯蒂夫區)
50°16′7″N 29°59′3″E / 50.26861°N 29.98417°E
萊奧尼夫卡（烏克蘭語：Леонівка）是位於烏克蘭北部的村莊，由基辅州法斯蒂夫區的贝希夫市镇負責管轄。該村始建於1766年，面積0.82平方公里，海拔高度190米，2001年人口102。